# الحرب على الحقيقة
الحرب على الحقيقة هو كتاب صدر عام 2006 ويحقق في ظروف التورط البريطاني في حرب العراق، كتبه الصحفي نيل ماكاي [الإنجليزية] في صحيفة هيرالد [الإنجليزية].  العنوان الفرعي للكتاب هو "كل ما تريد معرفته عن غزو العراق لكن حكومتك لن تخبرك".

## ملخص
يبحث الكتاب في الظروف التي أدت إلى غزو العراق، والحرب وتداعياتها. وهو يركز على المعلومات المضللة من الحكومة البريطانية ويشكك في وجود الديمقراطية في المملكة المتحدة.

## بحث
ساعد سكوت ريتر الكاتب نيل ماكاي في إنتاج الكتاب.

## استقبال نقدي
نال الكتاب إشادة كبيرة من كين كوتس في كتابه "Surging for Oil". وصف كوتس الكتاب بأنه "رائع" عدة مرات واحتفل بأن ماكاي قد جمع سنوات عمله في إعداد التقارير في "مجلد واحد قاتل للغاية".